# NGC 2152
NGC 2152 est une vaste galaxie spirale barrée située dans la constellation du Peintre. NGC 2152 a été découverte par l'astronome britannique John Herschel en 1834.

## Caractéristiques
Sa vitesse par rapport au fond diffus cosmologique est de 8 386 ± 44 km/s, ce qui correspond à une distance de Hubble de 123,7 ± 8,7 Mpc (∼403 millions d'al).
La classe de luminosité de NGC 2152 est I.